# 解伯民
解伯民（1931年12月17号—2019年1月16日），男，四川成都人，中国力学家，曾任中国科学院力学研究所研究员、博士生导师。
1931年12月17日出生于四川省成都市，1952年8月毕业于清华大学，后在清华大学任教。1956年考取中科院力学所所长钱伟长的研究生。研究生毕业后留所工作。历任助理研究员，副研究员，研究员，博士生导师。
主要成就包括1）与郑哲敏及其他同事，在核爆炸理论模型及其穿甲爆破问题中的应用，此项目获国家自然科学二等奖。2）气动激光实验和理论。 3） 固体力学方面 4）激光化学。解伯民同志曾作为改革开放后中国第一批的访问学者之一，在1979年到1981年在马里兰大学深造。曾多年任<力学学报>副主编，发表论文等46篇。